# Anfernee Hardaway
Anfernee Deon Hardaway kraće "Penny Hardaway" (Memphis, Tennessee, SAD, 18. srpnja 1971,) je bivši američki košarkaš.
Studirao je na sveučilištu Memphis Stateu. Golden State Warriorsi su ga 1993. na draftu izabrali u 1. krugu. Bio je 3. po redu izabrani igrač.

## Vanjske poveznice
- NBA.com